# Bernardo Quintana Arrioja
Arturo Quintana y Arrioja (Ciudad de México, 22 de octubre de 1920-Ciudad de México 12 de agosto de 1984), conocido como Bernardo Quintana Arrioja, fue un ingeniero civil mexicano. Coadyuvó en gran medida al desarrollo de la infraestructura de México durante la segunda parte del siglo XX. 

## Biografía y carrera
Arturo Quintana y Arrioja nació el 22 de octubre de 1920 en la casa 138 de la calle Liverpool, Ciudad de México, siendo hijo de Bernardo Quintana Aválos/Avalos, y de Ana María Arrioja/Ana Arrioja Isunza, y hermano de Ana María Quintana y Arrioja. Realizó sus primeros estudios en el Colegio Franco Inglés y en la Escuela Nacional Preparatoria. Tiempo después ingresó a la Facultad de Ingeniería de la Universidad Nacional Autónoma de México (UNAM), donde estudió ingeniería.
El 2 de julio de 1940, contrajo matrimonio con Martha Rosa Isaac Alumada, con quien permaneció casado toda su vida. En 1947, fue uno de los fundadores de la sociedad mexicana Ingenieros Civiles Asociados (ICA), empresa internacional con gran capacidad tecnológica y financiera que ha participado en gran medida en el desarrollo de la infraestructura de los sectores eléctrico, de comunicaciones, inmobiliario, portuario y turístico.  En 1953, fundó y ejerció la presidencia de la Cámara Nacional de la Industria de la Construcción. Fue también presidente de la Cámara del Cemento y de la Asociación Mexicana de Caminos, así como director del Consejo Administrativo de Constructora Metro.
Fue uno de los miembros fundadores de la Fundación Barros Sierra y de la Federación Interamericana de la Industria de la Construcción, así como el primer miembro de la Academia Mexicana de Ingenieros, integrante de la Real Academia Sueca de Ciencias e Ingeniería, y benefactor de la Facultad de Ingeniería y del Instituto de Ingeniería.
Dirigió los proyectos de construcción de las hidroeléctricas de Chicoasén, Infiernillo, Malpaso y Santa Rosa. Colaboró en la conclusión del Sistema de Transporte Colectivo Metropolitano de la Ciudad de México y participó en gran parte de la construcción de la Ciudad Universitaria de la UNAM.

### Muerte

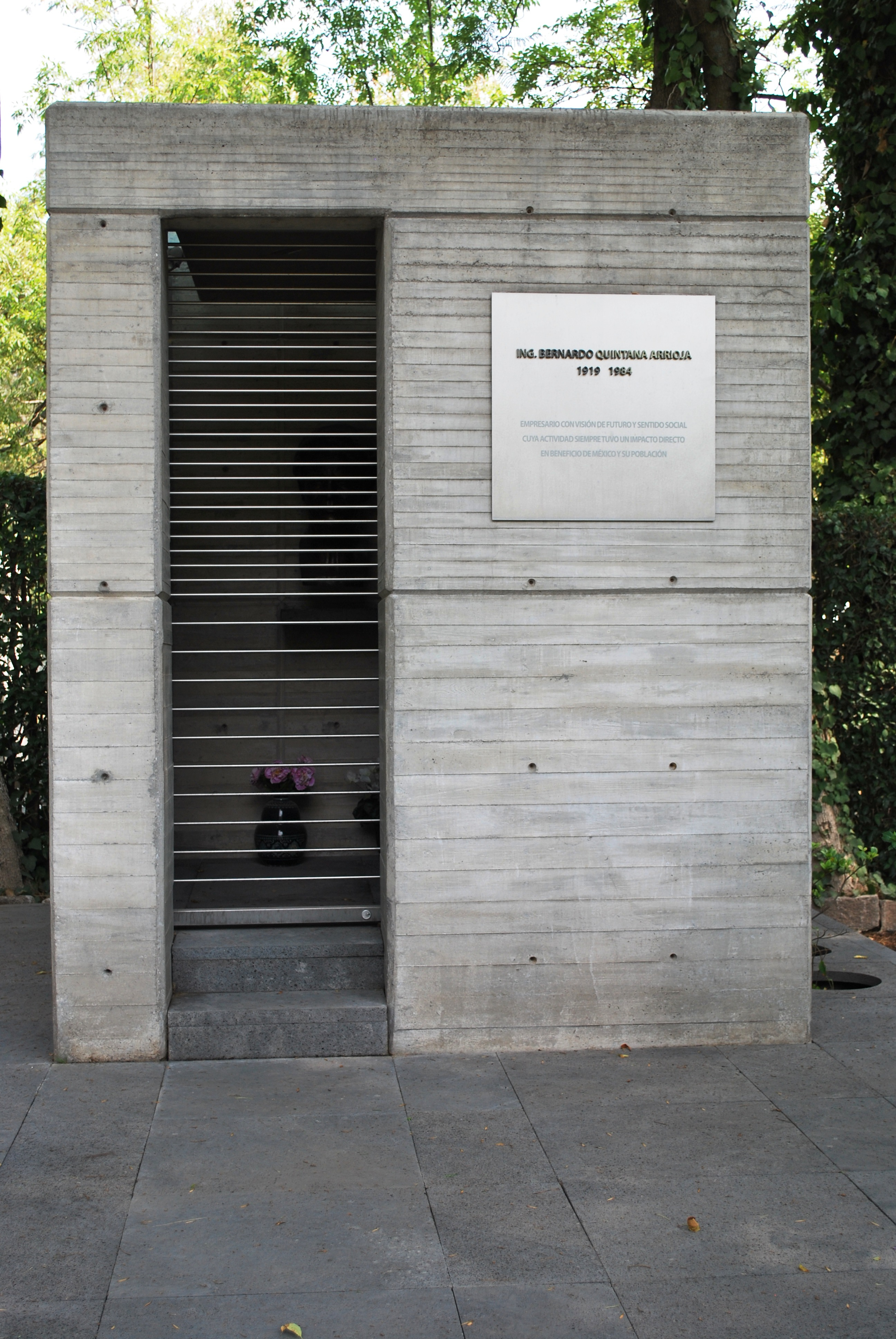
Mausoleo de Quintana con fecha errónea de nacimiento. Se encuentra ubicada en la Rotonda de las Personas Ilustres, en Ciudad de México.

El 12 de agosto de 1984, Quintana falleció en Ciudad de México a los 63 años de edad, a causa de varias enfermedades. Su cuerpo fue cremado en el Panteón de las Lomas, ubicado en Naucalpan de Juárez, Estado de México. Su acta de defunción menciona erróneamente que murió a los 64 años.
Por decreto presidencial del entonces presidente de México Vicente Fox, en octubre de 2005 sus cenizas fueron llevadas a descansar a un mausoleo de la Rotonda de las Personas Ilustres dentro del Panteón Civil de Dolores, con localización en la Ciudad de México.

## Discursos y ponencias publicados
- El tópico: la nueva frontera de los asentamientos humanos en América Latina en 1977.
- La integración y el aprovechamiento de los recursos hidroeléctricos de América Latina en 1979.
- El futuro urbano de América Latina en 1980.
- Integración de los recursos hidroeléctricos en América Latina: un planteamiento en 1981.
- Centroamérica y el Caribe, una responsabilidad compartida por Estados Unidos y México en 1981.
- La construcción mexicana en el ámbito internacional en 1983.
- Panorámica actual y perspectivas del sistema carretero de México y Centroamérica en 1983.

## Medalla Bernardo Quintana
La Presea Ing. Bernardo Quintana Arrioja es entregada a las mejores escuelas públicas de nivel medio superior  en  Mexico por la Fundación de Apoyo a la Juventud (IAP), escuelas tales como el Colegio Nacional de Educación profesional Técnica (CONALEP), la Universidad Nacional Autónoma de México (UNAM) y el Instituto Politécnico Nacional (IPN) en reconocimiento al mérito de su alumnos, en 5 diferentes categorías que representaban la integralidad que poseía el ingeniero Bernardo Quintana.